# Unterseeboot 1232
L'Unterseeboot 1232 (ou U-1232) était un sous-marin (U-Boot) allemand de type IX.C/40 utilisé par la Kriegsmarine pendant la Seconde Guerre mondiale.

## Historique
Mis en service le 8 mars 1944, l'U-1232 reçoit sa formation de base à Hambourg en Allemagne au sein de la 31. Unterseebootsflottille jusqu'au 31 octobre 1944. Puis, il est affecté dans une formation de combat dans la 33. Unterseebootsflottille à Flensbourg en Allemagne à partir du 1er novembre 1944.
Il réalise sa première patrouille, quittant le port de Kiel, le 28 octobre 1944, sous les ordres du Kapitänleutnant Kurt Dobratz et rejoint quatre jours plus tard le port de Horten. Le 10 novembre 1944, l'U-1232 reprend la mer pour traverser l'Atlantique Nord, et patrouiller le long des côtes canadiennes.

Le 14 janvier 1945, après avoir coulé trois navires du convoi BX 141 (Boston-Halifax) juste à côté d'Halifax en Nouvelle-Écosse, l'U-1232 est contre-attaqué par les escortes du convoi. La frégate canadienne NCSM Ettrick éperonne l'U-Boot, causant d'importants dégâts au kiosque, aux périscopes et au mât de radio. Par la suite, il est attaqué par des charges de profondeur, mais il réussit à s'éclipser. En raison de ces dommages, l'U-1232 abandonne sa patrouille et se dirige vers sa base, arrivant à Marviken en Norvège le 14 février 1945.
Mis hors service en avril 1945 à Wesermünde en Allemagne, l'U-1232 est capturé par les Britanniques en mai 1945. Le sous-marin sombre le 4 mars 1946 à la position géographique de 54° 11′ 02″ N, 7° 24′ 07″ E alors qu'il est en remorquage.

## Affectations successives
- 31. Unterseebootsflottille du 8 mars 1944 au 31 octobre 1944 (entrainement)
- 33. Unterseebootsflottille du 1er novembre 1944 au 8 mai 1945 (service active)

## Commandement
- Kapitän zur See Kurt Dobratz (de) du 8 mars 1944 au 31 mars 1945
- Oberleutnant zur See Götz Roth de 1er avril 1945 au 27 avril 1945

## Navires coulés
L'U-1232 a coulé quatre navires ennemis pour un total de 24 531 tonneaux et endommagé un navire de 2 373 tonneaux au cours de l'unique patrouille de guerre (97 jours en mer) qu'il effectua.
| Date            | Nom du navire    | Nationalité | Tonnage | Convoi | Fait      |
| --------------- | ---------------- | ----------- | ------- | ------ | --------- |
| 4 janvier 1945  | Nipiwan Park     | Canada      | 2 373   | SH-194 | Endommagé |
| 4 janvier 1945  | Polarland        | Norvège     | 1 591   | SH-194 | Coulé     |
| 14 janvier 1945 | Athelviking      | Royaume-Uni | 8 779   | BX-141 | Coulé     |
| 14 janvier 1945 | British Freedom  | Royaume-Uni | 6 985   | BX-141 | Coulé     |
| 14 janvier 1945 | Martin Van Buren | Royaume-Uni | 7 176   | BX-141 | Coulé     |

## Référence
- (en) Cet article est partiellement ou en totalité issu de l’article de Wikipédia en anglais intitulé « German submarine U-1230 » (voir la liste des auteurs).

1. ↑  http://uboat.net/boats/successes/u1232/html